# Kolonialrevisionismus
Kolonialrevisionismus ist ein Schlagwort der Politikwissenschaft für das Bestreben, „verloren gegangene“ Kolonien wieder zu erlangen (lat. revidere). In Deutschland spielte der Kolonialrevisionismus nach dem verlorenen Ersten Weltkrieg 1919 und bis in die 1940er-Jahre hinein eine wichtige Rolle in der politischen Diskussion. In der deutschsprachigen Geschichtswissenschaft wird er seit den 1960er-Jahren auch als „Kolonialismus ohne Kolonien“ untersucht. Spätere Ansätze, die sich nicht auf die Kolonien bis 1919 beziehen, laufen unter dem politischen Begriff des Neokolonialismus.

## Geschichte

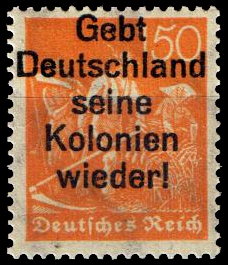
Forderung nach Kolonien auf einer Briefmarke von 1921

Bereits in einer persönlichen Mitteilung durch Kanzler von Bethmann Hollweg an US-Präsident Woodrow Wilson vom Januar 1917 wurde eine „koloniale Restitution“ als Kriegsziel genannt. Allerdings war der Umfang vage gehalten: Die Wiedererlangung von Kolonien sollte entsprechend der deutschen Bevölkerungszahl und wirtschaftlicher Interessen erfolgen.
Der Versailler Friedensvertrag entzog Deutschland 1919 seine Kolonien in Afrika, Asien und Ozeanien. Damit setzten eine „koloniale Nostalgie“ und ein „kolonialer Revisionismus“ ein. Es war von der „kolonialen Schuldlüge“ die Rede, meist gepaart mit der Behauptung rassischer Überlegenheit und der Forderung nach Lebensraum für das deutsche Volk.

### Weimarer Republik

Logo der Deutschen Kolonialgesellschaft

Mit Ausnahme der Kommunistischen Partei gab es in der Weimarer Republik in allen Parteien Gruppierungen unterschiedlicher Stärke die den Kolonialrevisionismus befürworteten. So auch in der SPD. Auf dem Internationalen Sozialistenkongressen in Luzern 1919 und in Brüssel 1928 setzten sich die beteiligten für die deutsche Kolonialforderung in direkter und indirekter Form ein. Man bemühte sich um eine Aufhebung der 1907 in Stuttgart gefassten kolonialskeptischen Resolution. Die Parteiführung der SPD vermied eine klar formulierte Entscheidung. Es gab zwei kolonialrevisionistische Lager: Das eine lehnte die Republik ab, weil diese das „Schanddiktat von Versailles“ akzeptiert hatte, und zog sich in ihre Traditionsvereine zurück. Das andere versuchte, die Rückgewinnung der Kolonien auf parlamentarischem Weg durch eine Umschreibung des Versailler Vertrags zu erreichen. Hier war der wichtigste Vertreter die Deutsche Kolonialgesellschaft, welche Lobbyarbeit betrieb, Posten und Lehrbereiche an deutschen Universitäten einrichtete, aber politisch ohne Durchschlagskraft blieb. Es erschienen Zeitungen und Zeitschriften mit Titeln wie Deutsche Kolonialzeitung, Der Kolonialdeutsche, Brücke zur Heimat und Jambo. Auch der spätere Bundeskanzler Konrad Adenauer engagierte sich für den Kolonialrevisionismus. So forderte er auf einer Ausstellungstafel zur Kölner Ausstellung „Koloniale Sonderschau“ 1928, das Deutsche Reich müsse unbedingt den Erwerb von Kolonien anstreben, denn es habe zu wenig Raum für die Bevölkerung. Andere Prominente der Weimarer Republik, darunter Albert Einstein und Thomas Mann, lehnten die Wiederaufnahme deutscher Kolonialpolitik hingegen ab. In den Verhandlungen über den Young-Plan zu den Reparationszahlungen an die Siegermächte des Ersten Weltkriegs, regten die deutschen Sachverständigen trotz Einwände der Reichsregierung verklausuliert die Rückgabe von Kolonien an. Die Verhandlungspartner ging hierauf jedoch nicht ein.

### NS-Staat

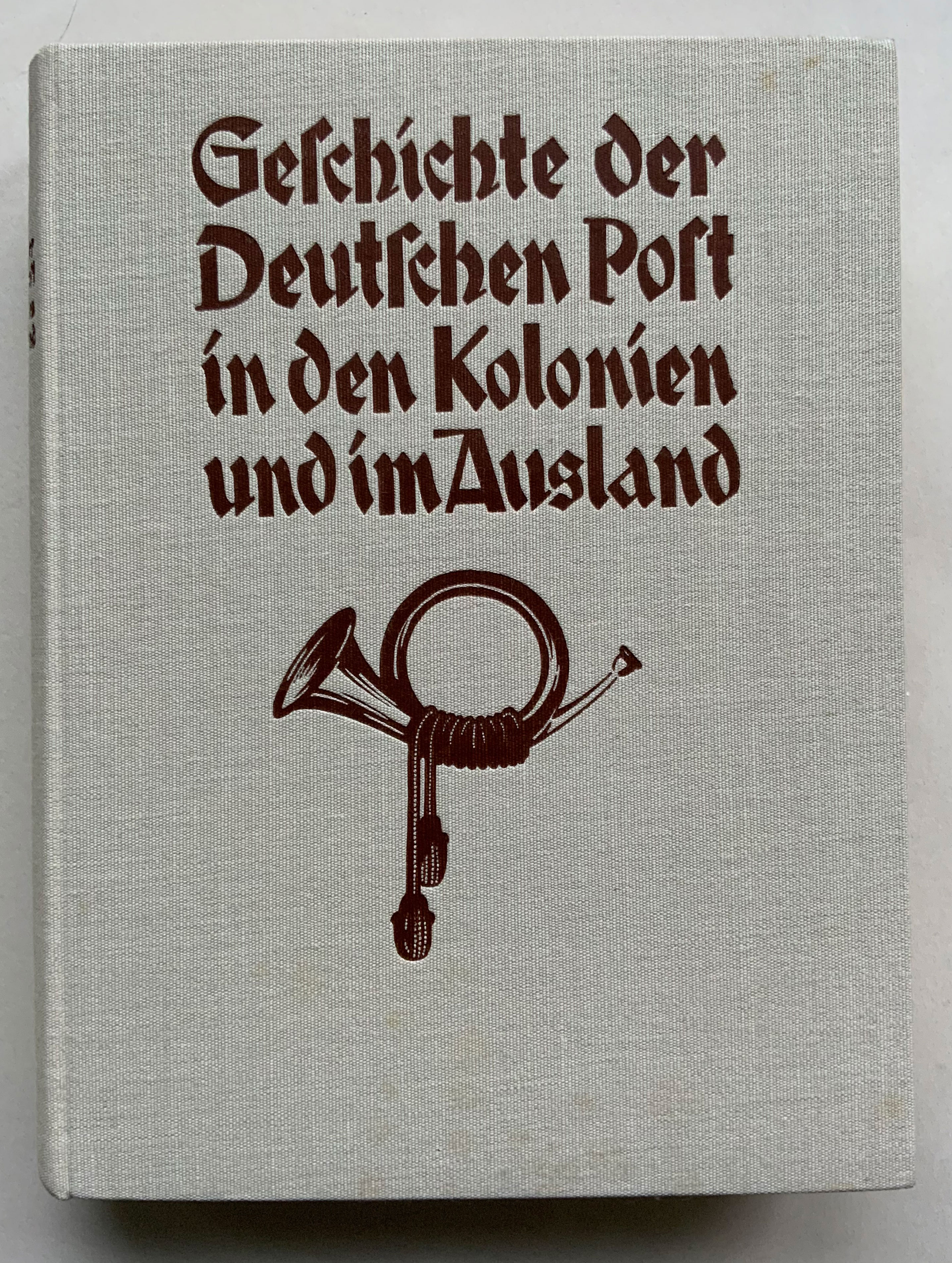
NS-Publikation von 1939

Im NS-Staat spielte das deutsche Kolonialreich der Kaiserzeit eine nachrangige Rolle, auch wenn Revisionisten anfangs Hoffnungen in das Regime setzten. Das 25-Punkte-Programm der NSDAP forderte unter Punkt 3 ausdrücklich „… Land und Boden (Kolonien) …“, es ist jedoch weder für die Partei noch für Hitler besonders aussagekräftig. Die Nationalsozialisten griffen das Thema zwar ab 1933 auf und betrieben auf hoher politischer Ebene den Kolonialrevisionismus, etwa in Form einer 1939 erschienenen Publikation des Reichspostministeriums, richteten aber ihr primäres Interesse auf die Gewinnung von Lebensraum im Osten. Parteipolitisch gingen die Aktivitäten hauptsächlich vom 1934 gegründeten Kolonialpolitischen Amt der NSDAP aus. Koloniale Interessengruppen wurden zwischen 1933 und 1943 unter dem Dach des Reichskolonialbunds (RKB) gleichgeschaltet. Der RKB hatte 1940 über zwei Millionen Mitglieder.
Adolf Hitler forderte in einer Reichstagsrede am 30. Januar 1937 für „unser so dicht besiedeltes Land“ die Rückgabe der Kolonien. Der Schulungsbrief des Hauptschulungsamts der NSDAP widmete sich 1939 ausschließlich dem Thema. Darin unterstellte der Jurist Rudolf Krohne den Alliierten, die „Kolonialschuldlüge“ erfunden zu haben, „um den eigenen Raub und Angriffswillen der Ententemächte zu verdecken.“ Und der NSDAP-Reichstagsabgeordnete Franz Woweries machte das „Recht auf Kolonien“ daran fest, dass „der deutsche Raum eng“ geworden sei.